# Yamaha TDM
La TDM, sigle de Twin Dual-purpose Motocycle, est un modèle de motocyclette élaborée et conçue par le constructeur japonais Yamaha.

## Description
Le premier modèle (3VD) de la Yamaha 850 TDM est doté d'un moteur bicylindre en ligne à quatre temps de 849 cm3 calé à 360°, double arbre à cames en tête, cinq soupapes par cylindre, développant 73,7 ch. Mi-trail mi-routière, cette moto est apparue en 1991. Deux autres modèles lui succèdent (4TX en 1996 et 5PS en 2002).
Les 850 TDM modèles 3VD, reconnaissables aux deux phares avant ronds, ont été fabriquées de 1991 à 1995 inclus. Le modèle a été homologué en France le 12 mars 1991.
Présentée pour la première fois au salon de Paris en décembre 1990, elle laissera perplexe un certain nombre de motards, car ils ne savaient s'il convenait de la classer parmi les routières ou les trails.
La base moteur provient de la Yamaha XTZ 750 Super Ténéré. Le poids en ordre de marche est de 230 kg.
Les différents coloris de la 3VD selon les millésimes sont :
- 1991 : monochrome rouge et noir. Selle bicolore grise vers l'avant et noire vers l'arrière tenue par du Velcro au réservoir. Cadre et moteur gris foncé ;
- 1992 : monochrome rouge avec les jantes également rouges. Monochrome noir et gris. Selle identique au modèle 1991. Même chose pour la couleur du cadre et du moteur ;
- 1993 : la grise disparaît au profit d'une monochrome verte. Selle bicolore noire vers l'avant et grise vers l'arrière avec toujours le même système de fixation. Le cadre et le moteur passent du gris foncé au gris argent ;
- 1994 : le monochrome rouge de 1993 disparaît au profit du gris métallisé qui avait disparu en 1992, mais en gardant les jantes rouges. Restent également au catalogue les monochromes vertes et noires. La selle toujours bicolore (rouge vers l'avant et noire vers l'arrière pour les monochromes grises, et noire vers l'avant et grise vers l'arrière pour les autres coloris) est désormais fixée au réservoir par deux embouts qui remplacent les Velcro ;
- 1995 : la couleur jaune fait son apparition et terminera la carrière du 3VD accompagnée des coloris monochromes noirs et rouges.

La TDM 3VD souffre d'une boîte de vitesses peu agréable à utiliser (elle sera améliorée sur la 4TX). Le moteur est souple mais pas joueur (caractère amélioré sur la 4TX mais au détriment de la souplesse : le couple maxi sera désormais plus haut dans les tours). Certaines motos ont par ailleurs une fragilité au niveau de l'arbre de sortie de boîte de vitesses (filetage de l'écrou du pignon de chaîne qui a tendance à ne plus serrer, d'où une fixation par soudure par certains mécaniciens). Des fissures du cadre ont aussi été relevées sur des motos anciennes au niveau de la poutre gauche entre le repose pied et la selle et sur la barre reliant les deux poutres. La fourche permet une multitude de réglages qui disparaîtront avec l'apparition de la 4TX.[réf. nécessaire]

## 850 TDM 4TX
Les 850 TDM modèles 4TX, reconnaissables aux deux phares en un bloc, ont été fabriquées de 1996 à 2001 inclus. La grande évolution sur ce modèle se situe au niveau des manetons de vilebrequin calés différemment, à savoir 360° sur la 3VD et 270° sur la 4TX.
Cette évolution permet une augmentation de la puissance, passant de 73,7 sur la 3VD à 77 ch à 7 500 tr/min sur la 4TX, et du couple, jusqu'à 8,2 kg m à 6 500 tr/min.
Le réservoir gagne deux litres de capacité, passant ainsi à une contenance de 20 litres.
En 1999, la 4TX évolue un peu : tableau de bord électronique, apparition d'une jauge à essence, revue de la boîte de vitesses, nouveaux carburateurs, pompe à essence électrique, migration de la commande de starter au guidon, apparition d'un bouton de feux de détresse sur le commodo gauche.
À noter que le moteur de la TDM servira de base pour créer la Yamaha TRX (4UN) apparue en 1996, moto sportive à cadre tubulaire dotée d'un moteur de TDM 4TX.

## 900 TDM 5PS

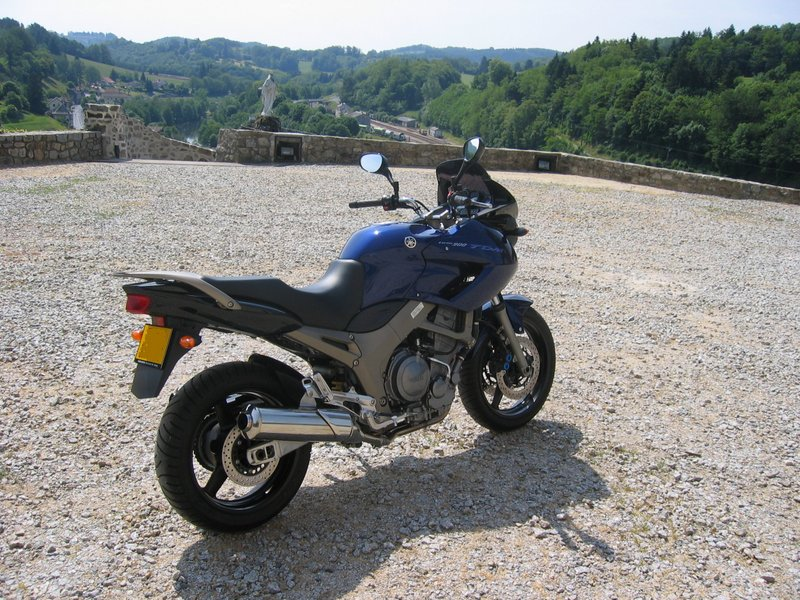
900 TDM 5PS.

À partir de 2002 apparaît la 900 TDM modèle 5PS.
La cylindrée du moteur augmente de 50 cm3 par augmentation de l'alésage de 89,5 à 92 mm, pour passer à 897 cm3. La puissance est portée à 86,2 ch à 7 500 tr/min et le couple à 9,1 kg m à 6 000 tr/min. Il adopte l'injection de marque Denso et une boîte de vitesses à six rapports.
La machine reçoit un nouveau cadre périmétrique en aluminium de type Diamant.
La fourche télescopique passe à 43 mm de diamètre pour 150 mm de débattement. Le monoamortisseur arrière assure un débattement de 133 mm au bras oscillant.
L'ABS apparaît dès 2005 et fait partie des évolutions majeures du modèle, tout comme le codage de la clé.
Le poids à sec annoncé par l'usine est de 190 kg et de 222 kg en ordre de marche.
La Yamaha 900 TDM équipe certains services de la police nationale, tels que la Compagnie de sécurisation de Paris et de Seine-Saint-Denis.

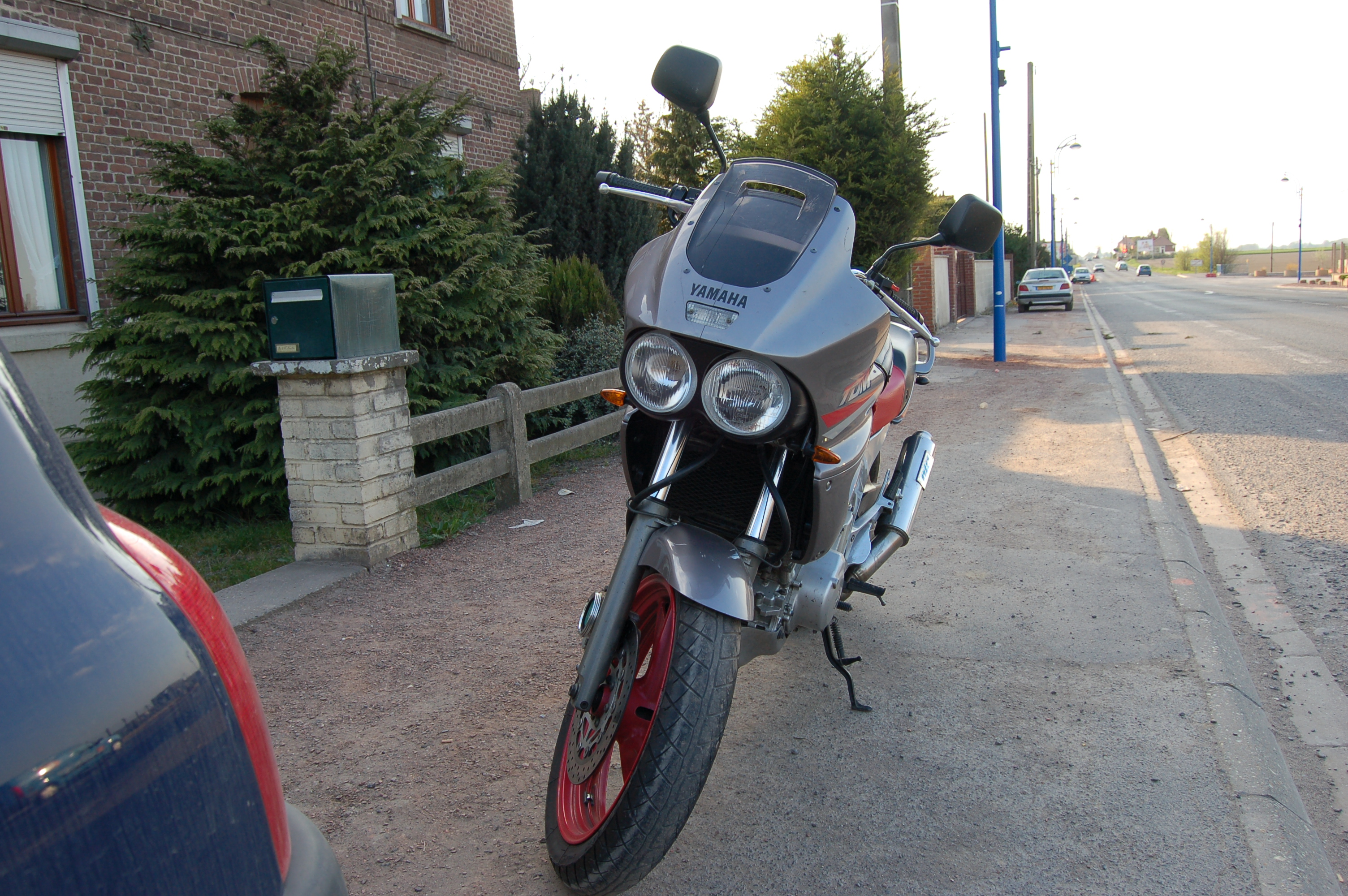
850 TDM 3VD.
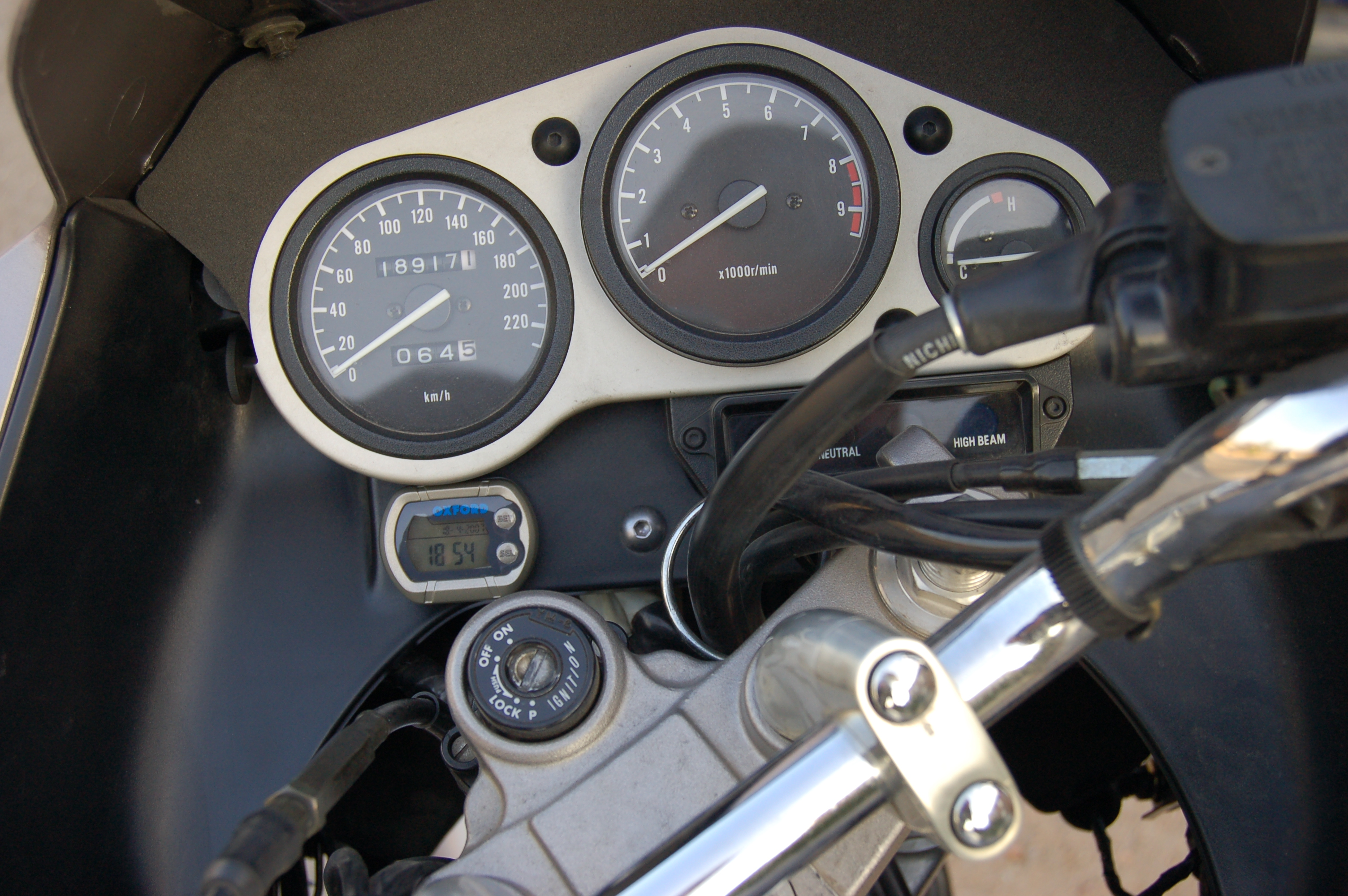
Tableau de bord de la 850 TDM 3VD.
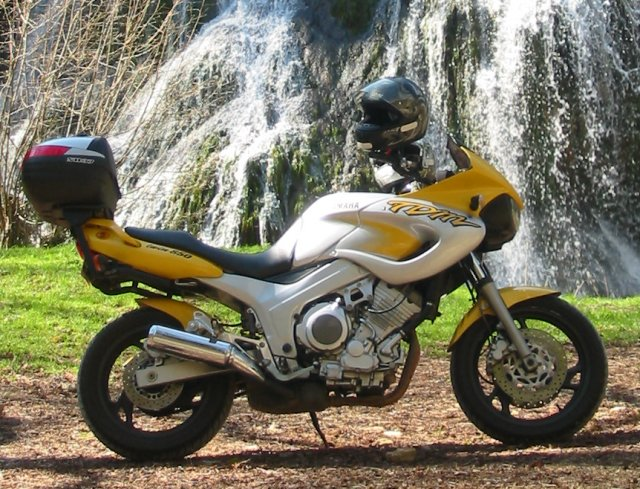
850 TDM 4TX.
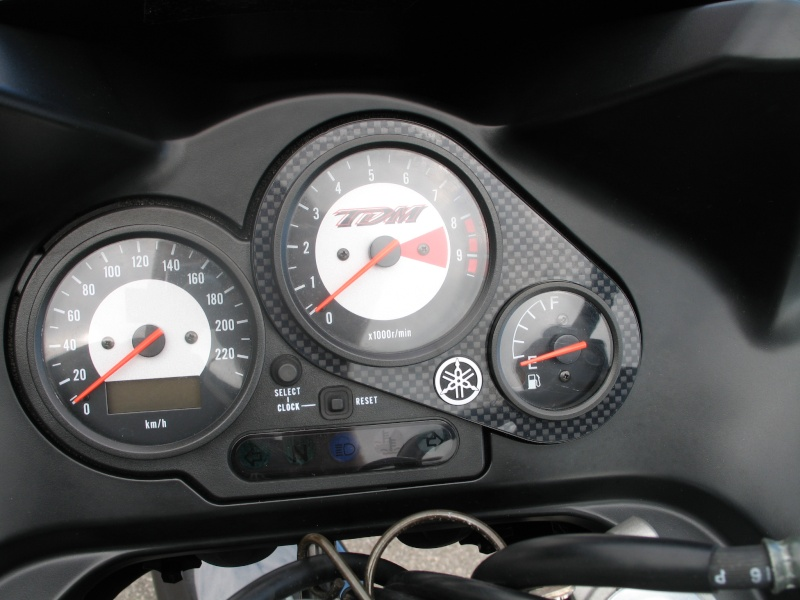
Tableau de bord de la 850 TDM 4TX.
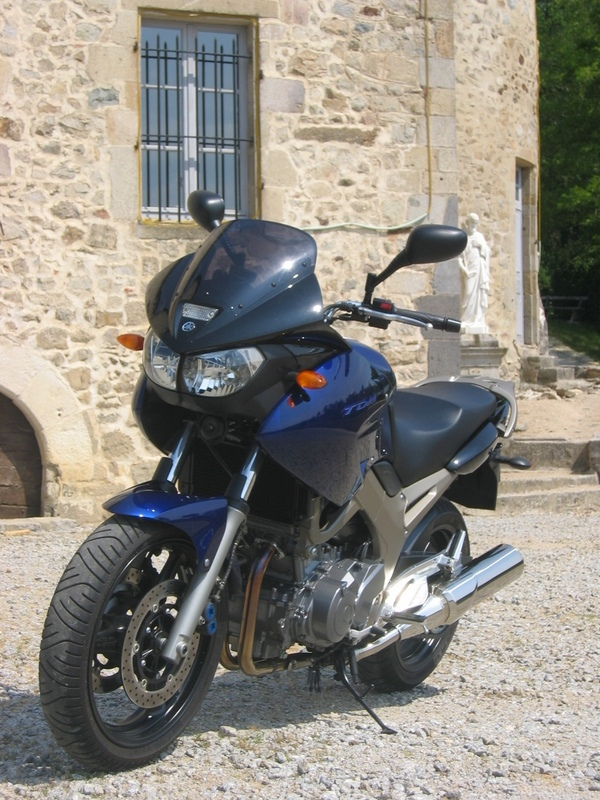
900 TDM.
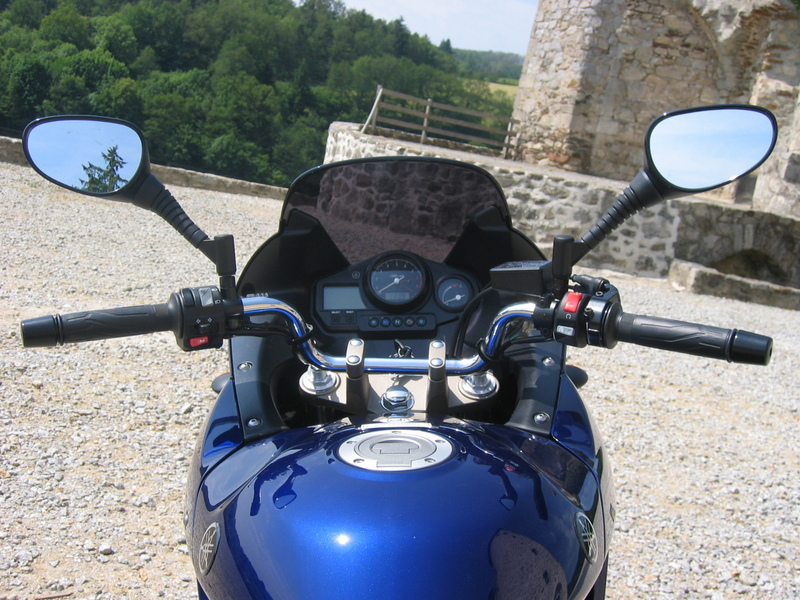
Tableau de bord de la 900 TDM.